# Коротченя, Иван Михайлович
Иван Михайлович Коротченя (бел. Іван Міхайлавіч Каратчэня; 13 августа 1948, деревня Таль, Любанский район Минской области) — белорусский и российский политический деятель, учёный-экономист, доктор экономических наук, профессор.

## Ранняя биография
Окончил в 1967 году Краснобережский сельскохозяйственный техникум, Белорусскую сельскохозяйственную академию в 1975 году и Высшую партийную школу в 1986 году.
Кандидат экономических наук (1994), тема диссертации: «Становление и условия развития интеграционного экономического союза государств — участников СНГ». Доктор экономических наук (1996), тема диссертации: «Стратегия и перспективы формирования экономического союза стран СНГ».
В 1969—1975 гг. работал главным агрономом, заместителем председателя колхоза имени Белорусского военного округа Любанского района, в 1975—1976 гг. — начальником Любанской райгоссемстанции, в 1976—1990 гг. — начальником управления сельского хозяйства, первым заместителем председателя Узденского райисполкома, первым секретарем Вилейского горкома партии.
Депутат Верховного Совета Беларуси (1990—1992).
15 марта 1992 года Коротченя был замечен на сходке воровских авторитетов в минском ресторане, по данным МВД Белоруссии и газеты «Коммерсантъ», ресторан в этот день был арендован представителями криминального мира полностью и случайный человек попасть на мероприятие «воров в законе» никак не мог.
Член Президиума, председатель Комиссии по вопросам гласности, средств массовой информации и прав человека; депутат Верховного Совета Республики Беларусь (1995—1996), депутат Палаты представителей Национального собрания Республики Беларусь (1996—2000).

## Работа в СНГ и после отставки
В январе 1992 года решением Совета глав государств СНГ назначен координатором Рабочей группы Совета глав государств и Совета глав правительств СНГ. Исполнительный секретарь СНГ в 1993—1998. Много сделал для создания структур рабочих органов нового на тот момент политического образования — Содружества Независимых Государств. Первый заместитель исполнительного секретаря СНГ в 1998—1999.
С 2000 года — на преподавательской работе в Москве.
В январе 2007 года Коротченя, уже покинув большую политику, неожиданно напомнил о себе эксклюзивным интервью агентству «Интерфакс», в котором подверг критике позицию президента России В. Путина по проблемам топливно-энергетического партнёрства с Белоруссией, возложил на Кремль ответственность за торгово-экономический конфликт между Россией и Белоруссией, охарактеризовал курс официальной власти России как ошибочный и губительный.
После этого Коротченя ни разу не выступал в прессе федерального уровня.

## Награды
- Орден Дружбы (28 июля 1998 года, Россия) — за большой вклад в укрепление дружбы и сотрудничества между народами[3]
- Медаль «5 солагии Куввахои Мусаллахи Чумхурии Точикистон» (Таджикистан)[4]